# Pieter de Ring
Pieter de Ring ou Pieter de Ryng (vers 1615, Leyde ou Ypres - septembre 1660, Leyde) est un peintre néerlandais du siècle d'or. Il est connu pour ses peintures de natures mortes.

## Biographie
Pieter de Ring est né vers 1615. Son lieu de naissance n'est pas connu avec certitude. Les archives de Leyde ne font pas état de sa naissance tandis que celles d'Ypres, ville dont sa famille est originaire, ont été détruites pendant la Première Guerre mondiale. Il est issu d'une famille originaire de Flandres qui a émigré à Leyde et qui œuvre dans la manufacture de textile. Pieter de Ring travaille à Leyde comme maçon durant la journée et peint des natures mortes le soir. Il étudie la peinture auprès du peintre Jan Davidsz. de Heem. Il est l'un des membres fondateurs de la guilde de Saint-Luc de Leyde en 1648. Ses premières œuvres sont influencées par le style du peintre Willem Claesz Heda. Ses natures mortes sont marquées par un style opulent et flamboyant, avec l'utilisation de fruits, homards, huîtres, porcelaine de Chine. Sa signature est souvent peinte sous forme d'anneau, ou bien sous forme latinisée, "P. Ab. Annulo".
Pieter de Ring est mort en septembre 1660 à Leyde et enterré le 22 septembre 1660 à l'église Pieterskerk de Leyde.

## Œuvres
- Nature morte avec gobelet en or[2], Rijksmuseum, Amsterdam.
- Nature morte avec un perroquet, 1645 - 1660, huile sur toile, 128 × 139 cm, Wallace Collection, Londres[3]
- Nature morte avec raisins et pêches, collection particulière

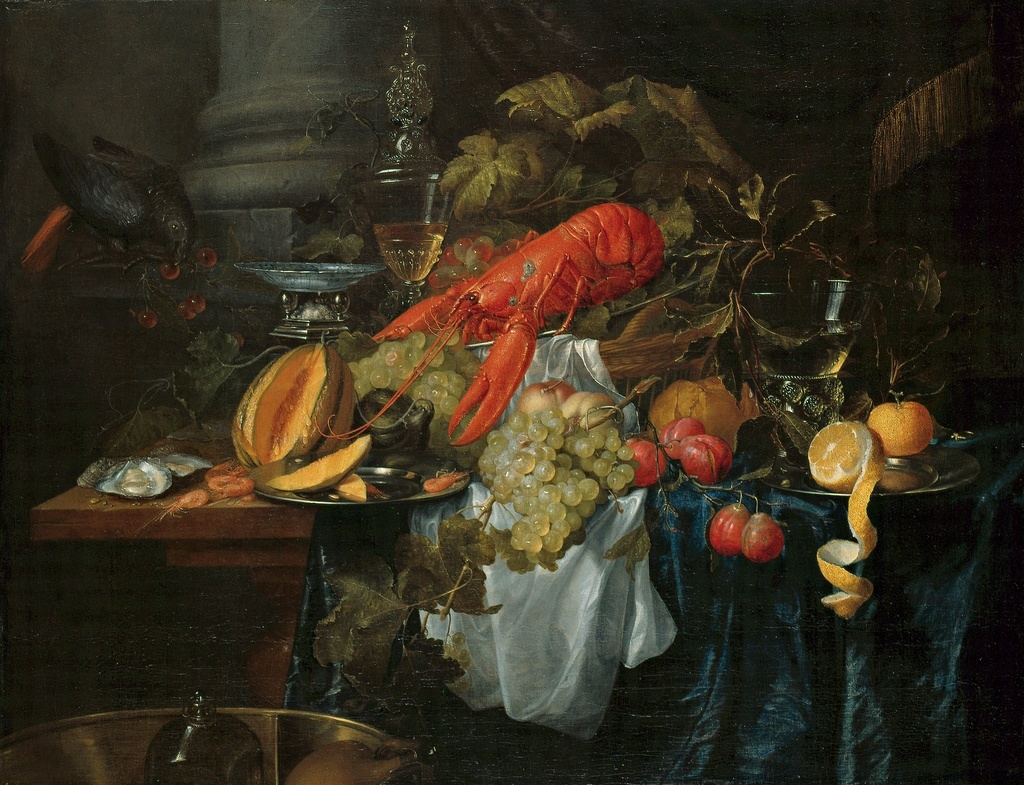
Nature morte avec gobelet en or, vers 1650.
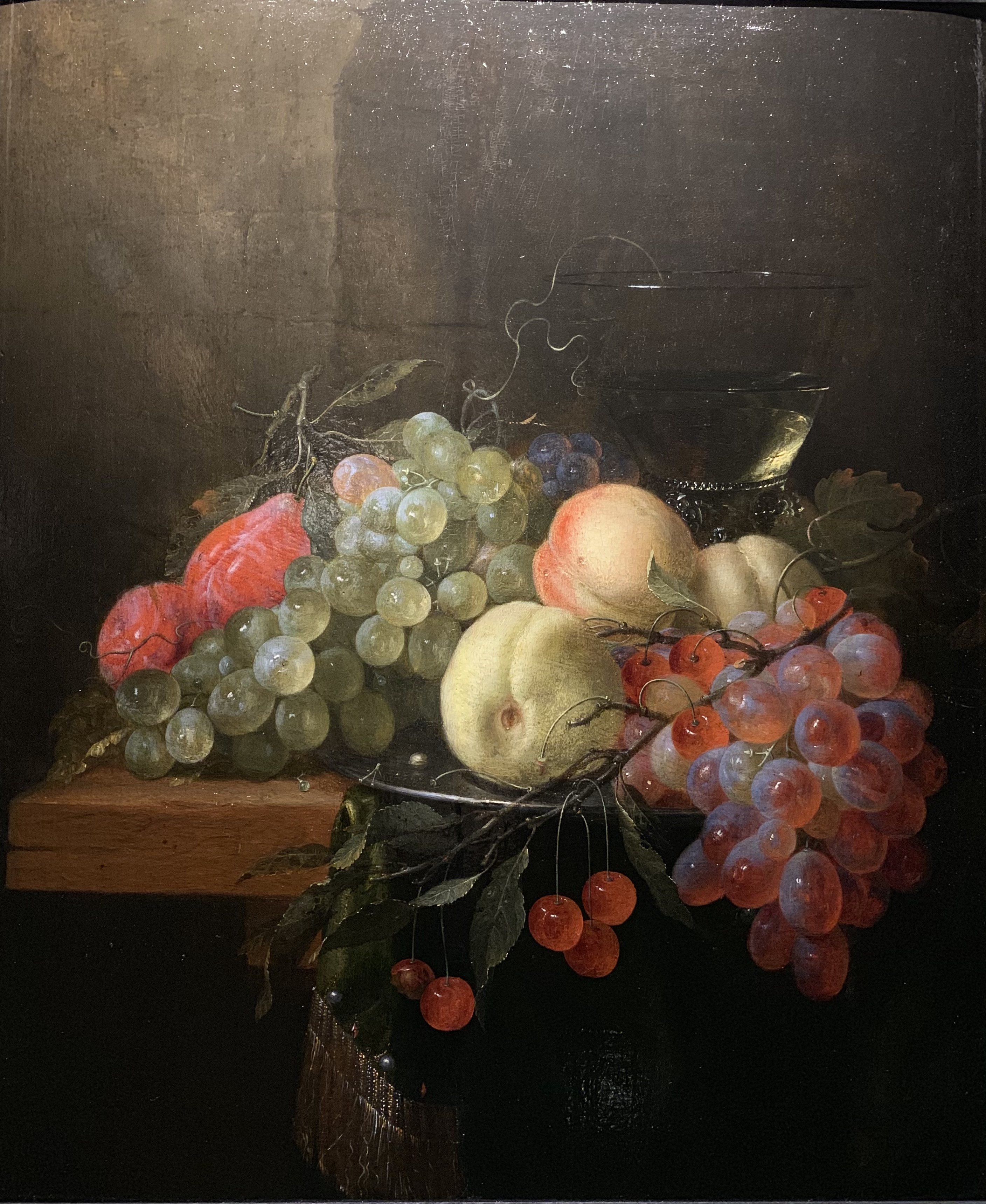
Pêche et raisin, n. d.